# 段高選
段高选（？—1621年），字让予，云南剑川州人。明朝政治人物。

## 生平
万历三十四年（1606年）丙午科云南乡试举人，初为江油縣教諭，四十七年（1619年）己未科進士，知四川巴县，有循声。天启元年（1621年）辛酉奢崇明集兵渝州，一切治办俱选经理，比从上官㸃閲，见酋有叛心，隂令吏归印于署，与父汝元诀。及奢酋猖獗，所属土目樊龙等据重庆，衆官骇散，选独躃踊大呼不去，酋知选廉明，戒勿杀，选骂贼不絶口，遂死于乱斧中。变闻，父母子女俱相继死于署，仆段黑子挺身赴演武塲索选尸，亦死之。二年十二月，赠尚宝司卿，荫一子本卫试百户世袭。崇祯初，赐祭葬，諡恭节，勅建昭忠祠祀之。墓在剑川州西门外。

## 家族
曾祖段鈺。祖父段希颜。父段汝元。弟段廷选，万历四十年举人。